# 런던 지하철 1972년식 전동차
런던 지하철 1972년식 전동차(영어: London Underground 1972 Stock)는 런던 지하철에서 운행 중인 통근형 전동차이다. 1972년식 열차는 노던선의 1959년식 열차의 부족분을 보충하기 위해 도입되었으나, 현재는 베이컬루선에서 운행되고 있다. 2012년 메트로폴리탄 선의 A형과 2014년 6월 C형 열차의 퇴역에 이어, 이 열차는 현재 런던 지하철을 포함하여 영국의 모든 도시철도 노선에서 운행 중인 열차중 가장 오래되었다.

## 제조

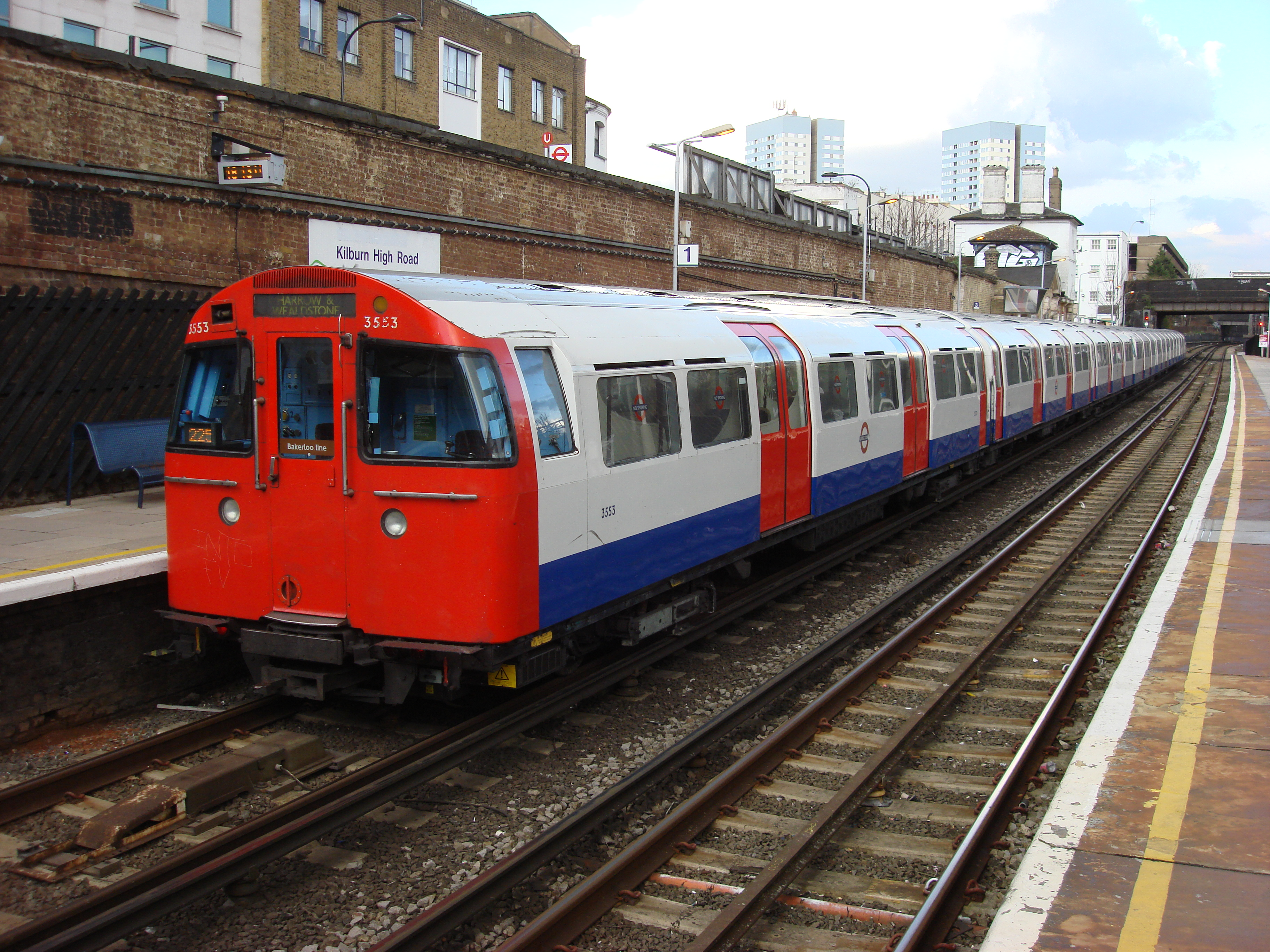
킬번 하이 로드역의 1972년식 열차

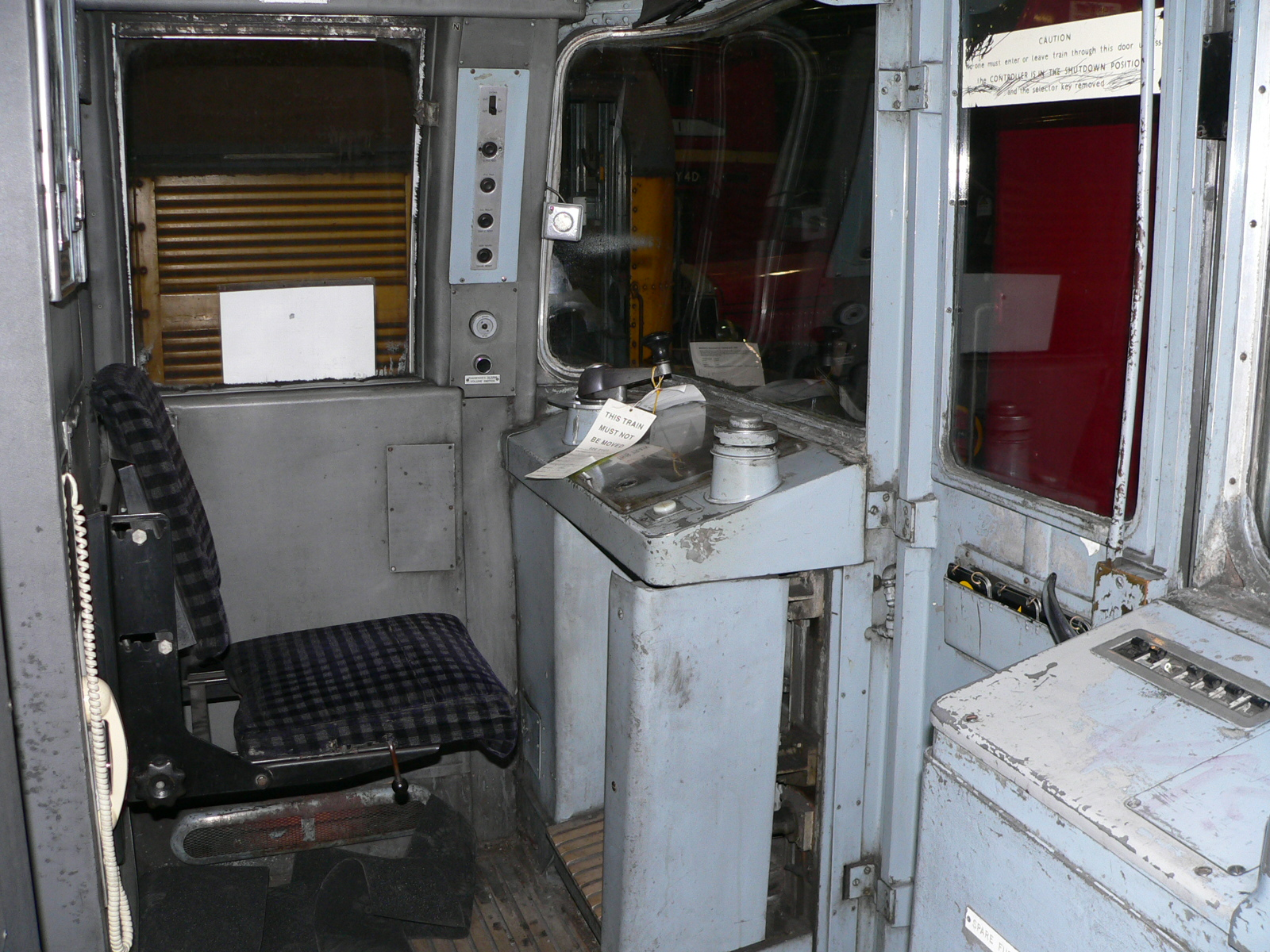
1972년식 마크 1 열차 운전실

이 차량은 메트로-켐멜(Metro-Cammell), 워시우드 히스(Washwood Heath)가 총 252량의 차량을 제조했다.
1970년대 초 베이컬루선과 노던선에서 운행하였던 1938년식 전동차는 수명이 다하여 대차할 예정이었다. 피카딜리선이 히드로 공항까지 연장될 수 있도록 허가되면서 새로운 노던선의 임시 설계는 포기되었다. 이로 인해 당시 사용하던 1959년식을 대차하기 위해 완전히 새로운 열차가 필요했다. 1959년식 열차를 노던선으로 이전하여 그곳의 가장 상태가 나쁜 1938년식을 폐기할 계획을 세웠으나, 1959년식 열차는 76대 밖에 없었고, 노던선은 이보다 더 많은 열차가 필요했다. 당초에 30대의 1938년식 열차를 개조할 계획이었으나, 신규 30대의 1927년식 마크 1 열차를 위해 폐기되었다.
1972년 열차는 급하게 주문되었기 때문에 새로운 디자인을 만들 시간이 없었다. 열차는 빅토리아 선의 1967년식 열차를 기반으로 했다. 거의 동일하게 생겼지만, 1972년 열차는 뒷차에 가드와 출입문 제어기를 가지고 있었고, 1967년식 열차와 호환되지 않았다(몇년 후 일부 1972년식 열차가 빅토리아 선의 1967년식 열차로 운행하도록 개조되었다.)
주빌리선에도 운행하기 위해 33대의 1972년식 열차를 추가 주문하였다. 1972년식 마크 2 열차는 (1972/1967년식 열차의 빨강 및 회색과 달리) 짙은 청색의 모켓시트와 같이 약간 다른 내부를 가지고 있었다. 외부적으로 가장 큰 차이점은 출입문을 빨간색으로 도색하고 존스턴체 대신 런던 운송(London Transport) 로고가 있었다. 1967년식과 1972년식 마크 1 열차와는 달리, 열차 번호는 운전실 위의 LED에 표시되었고, 구형 열차에서는 번호판이 운전실 문에 구현되었다. 1972년식 마크 2 열차의 몇몇대는 1979년 주빌리선이 개통되기 전 노던선과 베이컬루선에서 운행되었다. 1990년대에, 일부 노던선 편성이 시험적으로 상징색 도색을 하였다. 3227호는 파란 출입문과 흰색 차체로 도색되어 있었고, 3202호는 회사 상징색으로 도색되어 있었다.

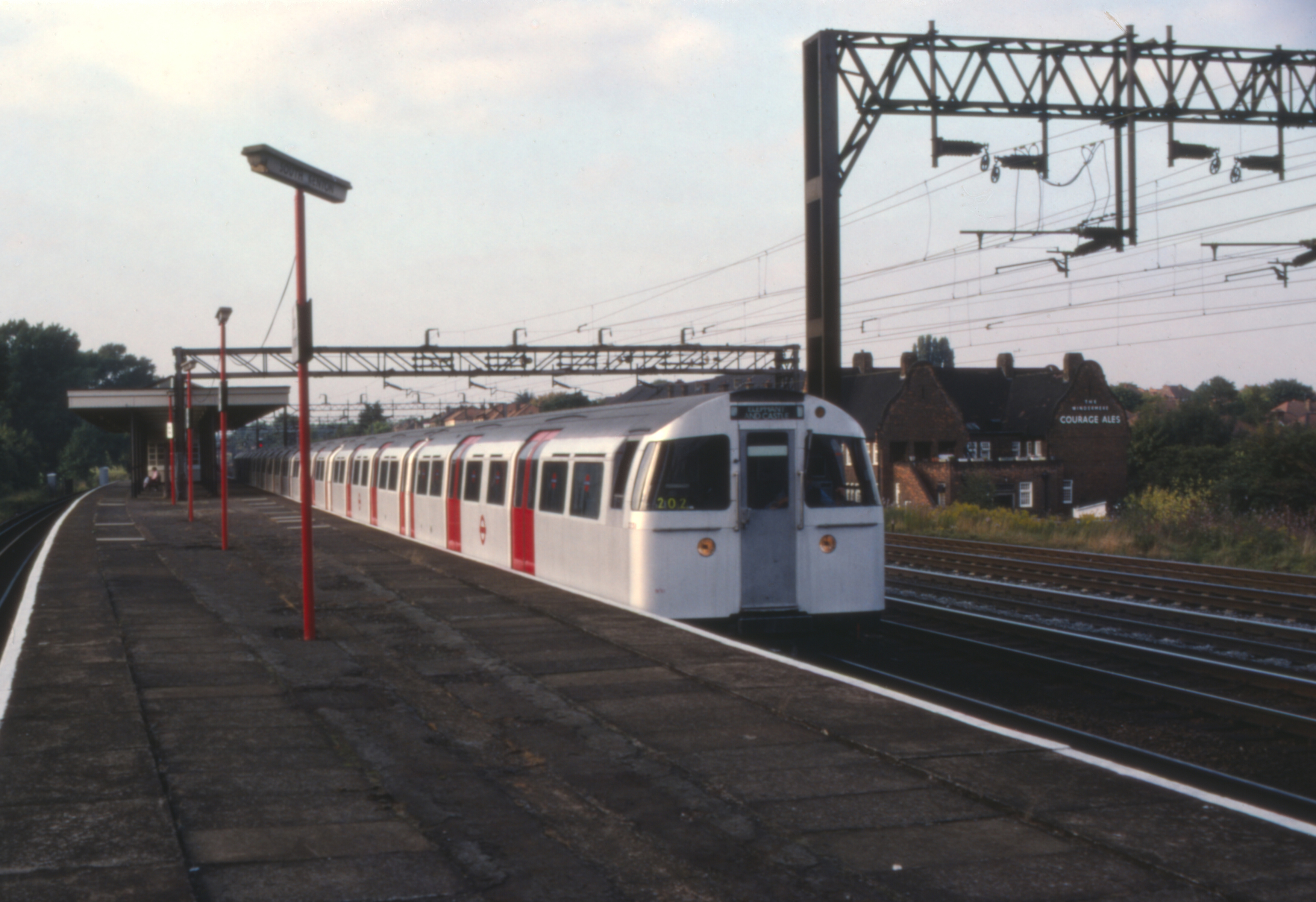
사우스 켄튼역의 1972년식 마크 II 열차(초기 형태)

1984년 주빌리선에 1983년식이 도입되면서 1972년식 마크 2 열차는 베이컬루선으로 이전되어 현재 운행 중이다. 노던선의 초기 (마크 1) 1972년식은 1999년에 1995년식으로 대체되었다. 노던선에서 철수한 후, 1972년식 마크 1의 몇몇 차량이 빅토리아 선에서 운행중인 1967년식과 함께 운행되도록 개조되었다. 추가로 두 대의 열차가 마크 II와 호환되도록 개조되었고, 현재는 베이컬루선에서 운행되고 있다. 이전 노던선 편성 1대(3229)는 현재 폐쇄된 알드위치역에 영구적으로 기반을 두고 있으며, 영화용으로 사용되고 있다. 시험 도색의 다른 마크 1 편성은 조차에 사용하기 위해 액튼 웍스(Acton Works)로 보내졌다. 헤이노 차량사업소에는 3량 편성 1대(3511호 편성)가 주박되어 있다. 이 열차는 매우 열악한 상태로 운행되지 못할 가능성이 크다.
1972년식 열차는 7량 편성으로 구성되어 있으며 총 268석이 있다. 노던선에서 퇴역한 후 5대의 4량 편성(3201, 3208, 3211, 3212, 3230)이 워털루 & 시티 선에 사용된 것으로 간주되었다. 목표는 센트럴선에 1992년식 여분을 공급하는 것이었다. 이 목표는 결국 이뤄지지 않았고 열차는 메이어 페리(Mayer Perry) 또는 로더럼의 CF 부스로 보내져 폐기되었다.
이 차량은 로지스 선착장의 틱포드에 의해 1991년과 1995년 사이에 개조되었다. 2016년부터 2018년까지는 액튼 웍스에서 다시 개조하여 2035년까지 열차를 운행할 수 있도록 했다. 이 유형의 차량은 퀸즈 파크 북쪽의 베이컬루선에서 운행하기 위해 영국 철도 TOPS 시스템에 대한 499/2형의 지정을 받았다.

## 편성
|          |         | ← 엘레펀트 & 캐슬 (A)해로 & 웰드스톤 (D) → |             |             |             |             |             |             |
| 편성     | 편성    | 32xx (DM)                                  | 42xx (T)    | 43xx (T)    | 33xx (DM)   | 34xx (UNDM) | 45xx (T)    | 35xx (DM)   |
| 객차번호 | 마크 I  | 3264 : 3267                                | 4264 : 4267 | 4364 : 4365 | 3364 : 3365 | 3464 : 3467 | 4564 : 4567 | 3564 : 3567 |
| 객차번호 | 마크 I  | 3264 : 3267                                | 4264 : 4267 |             |             | 3464 : 3467 | 4564 : 4567 | 3564 : 3567 |
| 객차번호 | 마크 I  | 3264 : 3267                                | 4264 : 4267 | 4367        | 3367        | 3464 : 3467 | 4564 : 4567 | 3564 : 3567 |
| 객차번호 | 마크 II | 3231 : 3248                                | 4231 : 4248 | 4331 : 4348 | 3331 : 3348 | 3431 : 3438 | 4531 : 4538 | 3531 : 3538 |
| 객차번호 | 마크 II | 3231 : 3248                                | 4231 : 4248 | 4331 : 4348 | 3331 : 3348 |             |             |             |
| 객차번호 | 마크 II | 3231 : 3248                                | 4231 : 4248 | 4331 : 4348 | 3331 : 3348 | 3440 : 3463 | 4540 : 4563 | 3540 : 3563 |
| 객차번호 | 마크 II |                                            |             |             |             | 3440 : 3463 | 4540 : 4563 | 3540 : 3563 |
| 객차번호 | 마크 II | 3250 : 3256                                | 4250 : 4256 | 4350 : 4356 | 3350 : 3356 | 3440 : 3463 | 4540 : 4563 | 3540 : 3563 |
| 객차번호 | 마크 II |                                            |             |             |             | 3440 : 3463 | 4540 : 4563 | 3540 : 3563 |
| 객차번호 | 마크 II | 3258 : 3263                                | 4258 : 4263 | 4358 : 4363 | 3358 : 3363 | 3440 : 3463 | 4540 : 4563 | 3540 : 3563 |
| 객차번호 | 마크 II |                                            |             | 4366        | 3366        |             |             |             |
| 객차번호 | 마크 II | 3299                                       | 4299        | 4399        | 3399        |             |             |             |

## 향후 대차
딥 튜브 프로그램(DTP)은 원래 베이컬루선과 피카딜리선의 열차 및 신호 교체를 취급했으며, 노던선의 배터시 연장, 센트럴선 열차의 최종 교체, 노던선과 주빌리선의 증가된 운행 빈도에 따른 제안으로 발생한 철도 차량 요구를 충족시키기 위해 확장되었다. EVO 튜브 컨셉트 디자인은 워크스루(walk-through) 차량이 탑재된 가벼운 관절형 열차로서 2011년 초에 도입되었다. 2014년 초 베이컬루, 피카딜리, 센트럴, 워털루 & 시티 선의 차량 교체 계획명 이름이 뉴 튜브 포 런던(New Tube for London, NTfL)로 변경되고 설계 및 사양 단계로 이전되었다. 이 제안은 완전 자동화된 열차와 신호 교체를 2025년 피카딜리선의 용량을 먼저 늘리기 위해 먼저 도입하고, 이어서 2033년까지 센트럴선, 워털루 & 시티 선, 베이컬루선에 도입한다. 완전 자동화된 열차에는 운전자가 없을 수 있다. 그러나 운전자를 대표하는 ASLEF와 RMT 노동조합은 이를 안전성을 우려하여 강력히 반대하고 있다.

## 퇴역후 사용현황

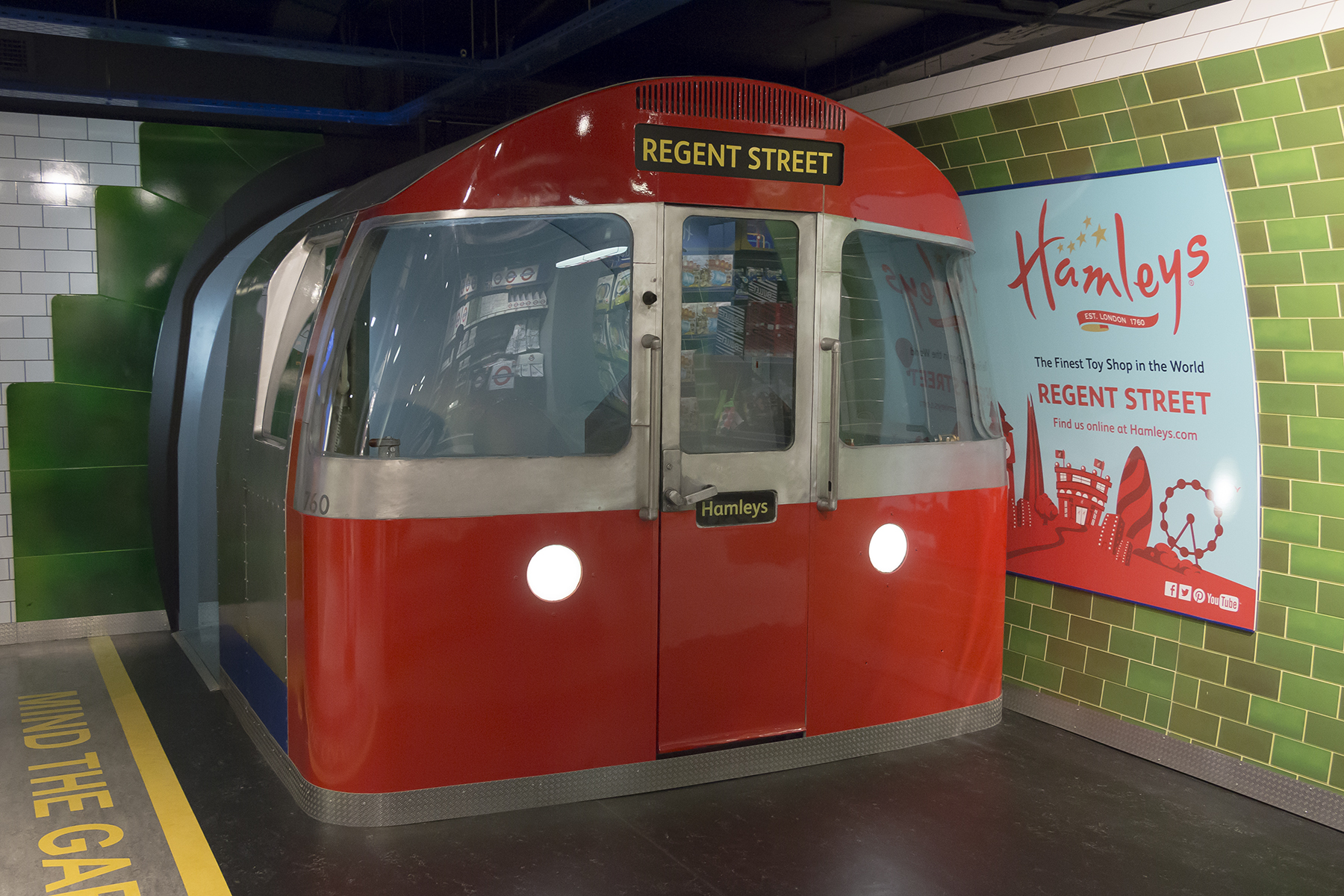
관광 전시회용로 전환된 1972년식 차량의 전두부

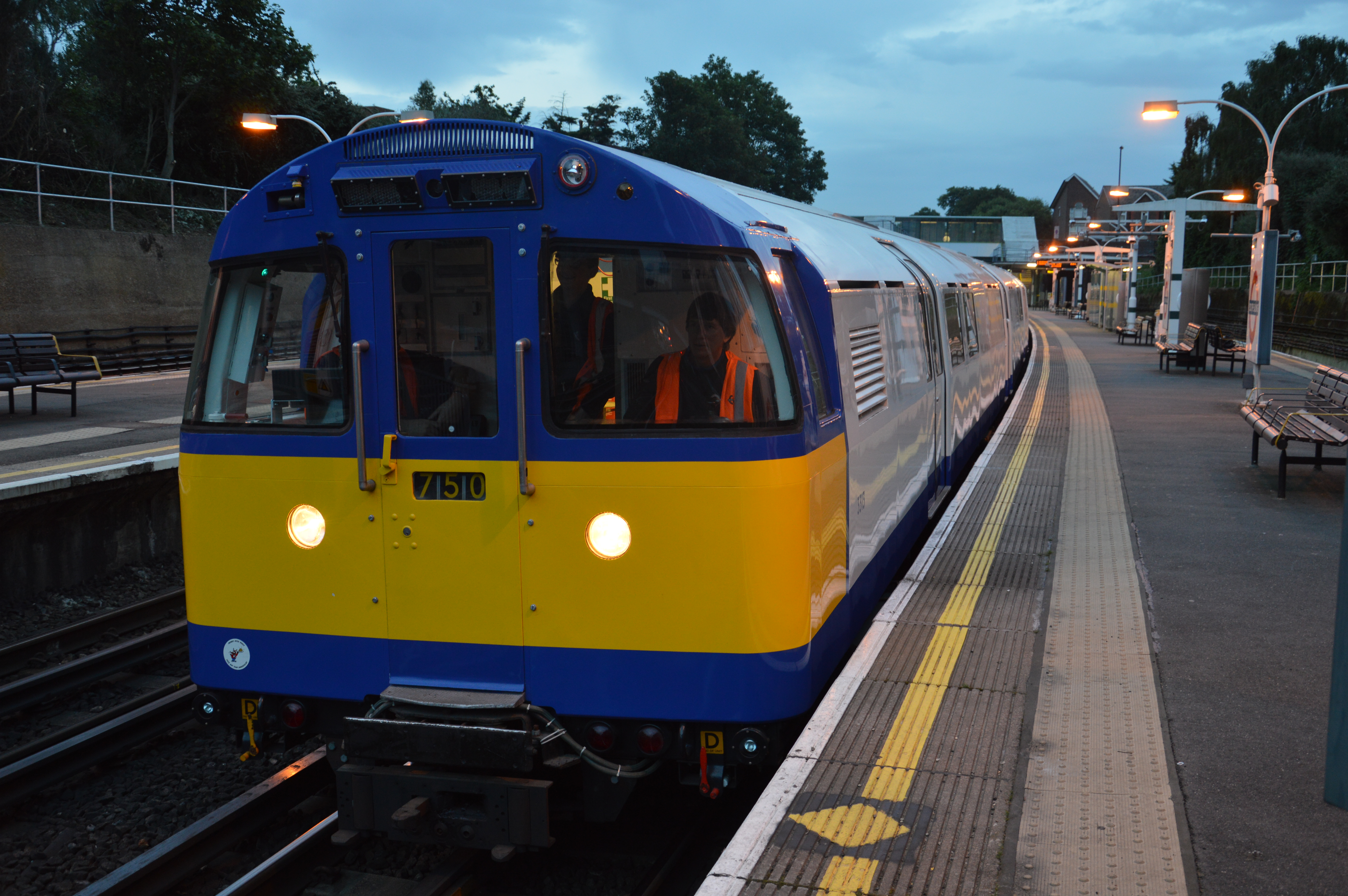
자산검사열차(AIT)에 통합된 1972년식 차량 마크 1 3313호

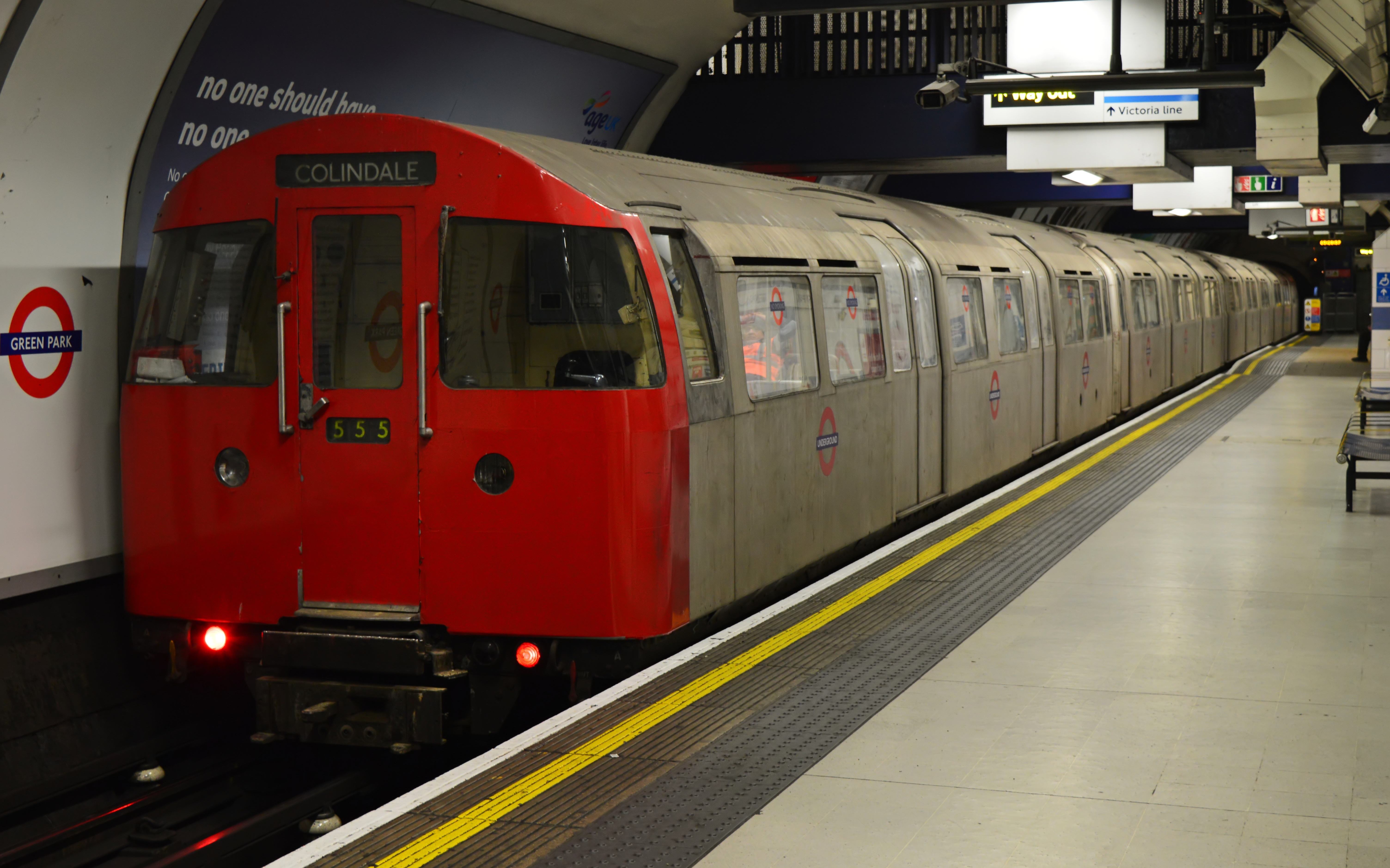
그린 파크역의 1972년식 차량

| 세부유형 | 차량번호            | 비고                                                         |
| -------- | ------------------- | ------------------------------------------------------------ |
| 마크 I   | 3213-4213 3313-4313 | 자산검사열차로 전환. 아래 참조.                              |
| 마크 I   | 3214                | 열차 전두부는 햄리스 장난감 가게에서 관광 전시회용으로 전환. |
| 마크 I   | 3229-4229 4329-3329 | 촬영 및 교육 목적으로 유지                                   |
| 마크 I   | 3530                | 런던 교통 박물관에 전시됨                                    |

### 자산검사열차
중간 2대의 차량은 67년식 DM 객차 - 3079호, 3179호이다. 앞면 2대와 뒷면 2대는 72년식 마크 1 객차이다.
- 앞면 2대 (72 마크 1) 3313-4313호
- 뒷면 2대 (72 마크 1) 4213-3213호

3079호 & 3179호는 최근 이스트레이 웍스(Eastleigh Works)에서 점검되었다. 운전실 창이 없고 연결을 위한 새 케이블이 설치되었다. AIT(자산검사열차, Asset Inspection Train)는 현재 운행중인 Track Recording Train(1960년식 DM 객차, 73년식 T 객차)를 대체하게 된다.